# 仙台放送
株式會社仙台放送（日语：／ Sendai Hōsō */?）是日本的一家以宮城縣為播出地區的電視台，簡稱為OX，取自其呼號JOOX-DTV。仙台放送是富士電視網（FNS）及富士新聞網（FNN）的成員。成立於1961年10月，開播于1962年10月1日。仙台放送是宮城縣第二家商業電視台，最初的遙控器號碼是頻道12，現在則更改為頻道8。

## 資本構成
下表列出2021年3月31日時仙台放送的主要股東:256：
| 資本金  | 每股價值 | 發行股份總數 | 股東數 |
| ------- | -------- | ------------ | ------ |
| 2億日元 | 500日元  | 400,000股    | 7      |

| 股東         | 持股數    | 比例   |
| ------------ | --------- | ------ |
| 富士媒體控股 | 289,400股 | 72.35% |

## 歷史

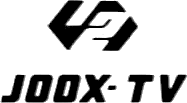
仙台放送在1992年之前的標誌

1962年4月時，宮城縣內已有136,178戶家庭擁有電視機，普及率達39.6%:22。在這一背景之下，宮城縣民要求開設縣內第二家商業電視台的呼聲日益高漲。1961年6月30日，郵政省修正第一次電視用頻道計劃，准許在仙台、廣島等基幹地方都市增設電視台。仙台亦因此分配到頻道12:22。這時已有日本電視台系資本的「仙台電視台」和富士電視台系資本的「東北電視台」兩家業者申請獲得宮城縣第二家商業電視台播出執照:23。
為了整合資源，郵政省和當地政府會負責出面整合競爭業者，此舉與日本其它地區相同。1961年7月12日，仙台電視台和東北電視台正式同意整合申請，分別由東北電視台出資49%、仙台電視台出資46%、宮城縣政府出資5%:23組成東北電視台 。1961年8月4日，東北電視台獲頒預備執照:23；同年8月28日，東北電視台更名為仙台放送，並在9月21日舉行了創立總會，暫定總部為新仙台大廈:23。仙台放送於1961年11月1日在大年寺山購入土地，用作修建訊號發射站:24。訊號發射鐵塔在翌年8月竣工，高度達147.3公尺:24，而仙台放送在開播前則決定新標誌會以頻道號碼「12」為藍圖，交由龜倉雄策設計:27。
1962年9月13日，仙台放送發射了試驗電波，並於同月24日開始試播:26。同年10月1日早晨10時50分，仙台放送正式開播，成為宮城縣的第二家商業電視台:28。在開播當月，仙台放送即實現營業額超過6,000萬日元:36。
開播初期的仙台放送是日本電視台系列和富士電視台系列的跨網台。按時間比例來看，仙台放送初期播出時間中有63%是富士電視台系節目、23%是日本電視台系節目，只有14%時間播出其它電視台製作的節目；而每週總播出時間達3,700分鐘:30。1963年，仙台放送對總部進行了擴建，以應對不斷上升的節目製作需求:31。翌年，仙台放送社宅竣工，此舉大幅改善了員工的住宅環境:31。
1965年，仙台放送和產經新聞、讀賣新聞簽署取材協議:36，並在翌年開設石卷支局，大幅強化新聞取材體制:36。
1966年10月，仙台放送實現月營業額超過1億日元:38。
1968年10月18日，仙台放送和美國的獨立廣播台WGN-TV簽署姊妹台協議，擁有了第一個海外姊妹台:39。
1965年12月24日，仙台放送開始播出彩色電視節目:40。而隨著宮城縣第三家商業電視台宮城電視台在1970年10月1日開播，仙台放送成為富士電視系的完全成員，不再播出日本電視系的節目:44。
為擴大電視以外業務的收入，仙台放送在開播10週年之際的1972年進駐住宅展示場領域:54。同年亦舉辦了東北地方著名高爾夫球賽事東北經典賽:54。
1975年10月至1976年3月，仙台放送連續六個月獲得宮城縣各台黃金時段收視率冠軍，並且在1月獲得收視率三冠王:57。1977年11月，仙台放送創出全日10.9%、黃金時段22.3%、晚間時段20.4%的收視率記錄:57。
1977年10月15日，仙台放送新總部竣工:60-61。同年仙台放送導入了電子新聞採集（ENG）系統，大幅提高了新聞編輯效率:66。1978年宮城地震時，仙台放送亦受到嚴重影響，發射訊號的鐵塔因地震彎曲，被迫修復:68；但同時仙台放送對地震的報道獲得了FNN月間最優秀賞:68。
仙台放送在2004年遷入現在的總部。2005年至2009年，仙台放送連續五年獲得收視率三冠王。
仙台放送自2005年12月1日開始播出數位電視。受到2011年日本東北地方太平洋近海地震的影響，仙台放送在2012年3月31日停止播出類比電視，比東北三縣（宮城、岩手、福島）以外的日本各地滯後半年以上。2016年12月開始，仙台放送成為富士媒體控股的集團子公司。

## 節目
仙台放送在開播翌年就開始製作，播出《縣政之窗》（県政の窓）、《市民的廣場》（市民の広場）等宣傳節目:36。1969年，仙台放送參與富士電視系共同製作節目《國境》，派出3人前往以色列取材:36。1971年3月29日開始，仙台放送在每週一至週五早晨6時45分播出1小時的彩色直播資訊節目《OX朝一番》（OXあさ一番）。該節目播出之後獲得好評，在翌年延長為1小時20分的節目:45。1975年10月，仙台放送開始播出面向主婦的帶狀節目《2時OX》（2時ですOXです）:62。
1978年10月2日，仙台放送開始在週一至週五播出30分的帶狀新聞節目《FNN仙台放送晚間新聞》:70。現在仙台放送中平日傍晚播出的自製新聞節目是《仙台放送 Live News It!》。

## 註释
1. ↑  「三冠」指全日（6:00-24:00）、黃金時間（19:00-22:00）、晚間時段（19:00-23:00）三個時段皆獲得收視率第一。

## 外部連結
- 仙台放送 （页面存档备份，存于）
- 仙台放送的X（前Twitter）
- 仙台放送的Instagram帳戶
- YouTube上的仙台放送官方頻道